# رافات (مقاطعة مرحمت)
رافات هي بلدة في مقاطعة مرحمت في ولاية أنديجان في أوزبكستان.